# Arena Paul Sauvé
La Arena Paul Sauvé (en francés: Aréna Paul-Sauvé) era un pabellón deportivo situado en Montreal, Quebec, al este de Canadá en el distrito de Rosemont. Construido en 1960 y demolido en 1996, el campo tenía una capacidad de 4.000 personas. Debe su nombre a Paul Sauvé (24 de marzo de 1907 a 2 de enero de 1960), un primer ministro de Quebec de la Union Nationale. El estadio fue sede algunos de los eventos más importantes de la historia política moderna de Quebec. El 15 de octubre de 1970, durante la Crisis de Octubre 3000 estudiantes se manifestaron en apoyo del Frente de Liberación de Quebec después de los secuestros de James Cross y Pierre Laporte. Fue el sitio de las celebraciones de la victoria de las elecciones del Partido Quebequense el 15 de noviembre de 1976 y el 13 de abril de 1981.
Fue sede de eventos de voleibol en los Juegos Olímpicos de Verano de 1976. En 1988 se presentó la banda francesa Indochine en 1988.  Con el pasar de los años entró en decadencia, los costos y baja asistencia condenaron a la arena, a ser utilizada como sala de curling, y más tarde una sala de bingo, un gimnasio, una bolera, y como feria comercial.